# Bonnie Arnold
Bonnie Arnold, född 1955 i Atlanta i Georgia, USA, är en amerikansk filmproducent som har arbetat på Walt Disney Feature Animation, Pixar Animation Studios och Dreamworks Animation. Sedan 2015 är hon ställföreträdande chef för Dreamworks Animation.

## Biografi
Arnold tog kandidatexamen i journalistik vid University of Georgia och en masterexamen i journalistik vid Boston University. Hennes intresse för journalistik ledde henne till hennes första professionella uppdrag som publicist för American Playhouses debutproduktion, King of America. Hennes första jobb på en Hollywoodinspelning var som produktionssamordnare för Neil Simons The Slugger’s Wife, 1984,  inspelad i Atlanta och producerad av Ray Stark, som var ansvarig för många av Simons och Barbra Streisands filmsuccéer.
Därefter frilansade Arnold inom filmproduktion i Atlanta och träffade producenten David Picker, som erbjöd henne att börja arbeta på Columbia Pictures i Los Angeles. Under arbetet med en Tony Scott-film med titeln Revenge at Columbia, träffade hon Kevin Costner och började då som medproducent till Dansar med vargar. År 1992 rekryterades hon av Peter Schneider och John Lasseter till att arbeta för Disney på Toy Story. År 2001, efter att hon avslutat Tarzan, inbjöd Jeffrey Katzenberg henne till att producera På andra sidan häcken på Dreamworks Animation, där hon fortsatte att arbeta på Draktränaren.
Efter att Dreamworks Animation haft en serie av ekonomiskt nedslående filmer, utsåg bolaget i början av 2015 Arnold till biträdande chef för animationen. I samverkan med Mireille Soria, är hennes uppdrag att övervaka kreativ utveckling och produktion av DWA:s teaterutgåvor.

## Filmografi
- Dansar med vargar (1990) (Delproducent)
- The Addams Family (1991) (Delproducent)
- Toy Story (1995) (Producent)
- Tarzan (1999) (Producent)
- På andra sidan häcken (2006) (Producent)
- The Last Station (2009) (Producent)
- Draktränaren (2010) (Producent)
- Draktränaren 2 (2014) (Producent)
- Draktränaren 3 (2019) (Producent)[4]